# Дјевојка са села
Дјевојка се села је шести студијски албум хрватске поп певачице Северине који је 1998. године издао Croatia Records. Ово је последњи албум на којем је Зринко Тутић представљен као продуцент и аутор, јер је након објављивања албума коначно прекинута сарадња композитора и Северине.
На албуму је десет песама, а сама Северина је већински аутор на албуму са шест потписаних песама. Остали сарадници су Зринко Тутић, Марина Туцаковић, Фарук Буљубашић, Саша Лошић и други. 
Објављена су четири сингла са албума: „Дјевојка са села“, која је 1998. године постала химна хрватске фудбалске репрезентације.  Други сингл је песма "Растајем се од живота", дует са Жељком Бебеком, трећи сингл је песма "Сунце сија, трава мирише". Последњи сингл са албума је Северинина ауторска песма "Пријатељице".

## Позадина и објављивање
Приликом објављивања албума "Моја ствар" 1996. године, однос продуцента Тутића и Северине је захлађен, након што ју је оптужио да све ради тврдоглаво, у договору са Никшом Братошем. Током 1997. године дошло је и до прекида вербалне комуникације између продуцента и Северине, тако да су комуницирали само путем факса. Исте године написала је насловну песму „Дјевојка са села“, као и песме „Пријатељице“ и „Растајем се од живота“, а Никши Братошу објавила прве демо снимке, које је касније однео Тутићу, од год. њен однос са њим се погоршавао.  Међутим, албум су завршили у априлу 1998. године. У октобру исте године истекао јој је уговор са продуцентском кућом "Tutico", који није желела да продужи.
Албум је праћен спотовима за насловну песму, "Пријатељице" и "Растајем се од живота".

## Списак песама
| №   | Назив                    | Трајање |  |
| 1.  | Дјевојка са села         | 4:42    |  |
| 2.  | Пријатељице              | 3:33    |  |
| 3.  | Растајем се од живота    | 3:14    |  |
| 4.  | Мени фали он             | 4:05    |  |
| 5.  | Сија сунце, трава мирише | 3:08    |  |
| 6.  | Савршена жена            | 3:26    |  |
| 7.  | Признајем                | 3:12    |  |
| 8.  | Превара                  | 4:38    |  |
| 9.  | Зауставите трамвај       | 4:06    |  |
| 10. | Марјане мој              | 3:55    |  |

## Сличности са другим песмама
Пријатељице - Јулија (Дејан Цукић)